# Shayanne Stuart
Shayanne Stuart (ur. 4 czerwca 1991) – australijska judoczka. 
Startowała w Pucharze Świata w latach 2009-2011 i 2013. Brązowa medalistka mistrzostw Oceanii w 2014, a także mistrzostw Wspólnoty Narodów w 2012. Wicemistrzyni Australii w 2008, 2011, 2013 i 2014 roku.